# 피터 데이비슨
피터 데이비슨(Peter Davison, 1951년 4월 13일 ~ )은 잉글랜드의 배우이다.

## 출연 작품
- 드림 호스 (2019)
- 로 앤 오더: UK 시즌8 (2014)
- 아트풀 다저스 (2014)
- 로 앤 오더: UK 시즌7 (2013)
- 로 앤 오더: UK 시즌6 (2011)
- 로 앤 오더: UK 시즌5 (2011)
- 버트램 호텔에서 (2007)
- 폭풍의 언덕 (1998)
- 블랙 뷰티 (1994)
- 주머니 속의 죽음 (1985)